# Hoker

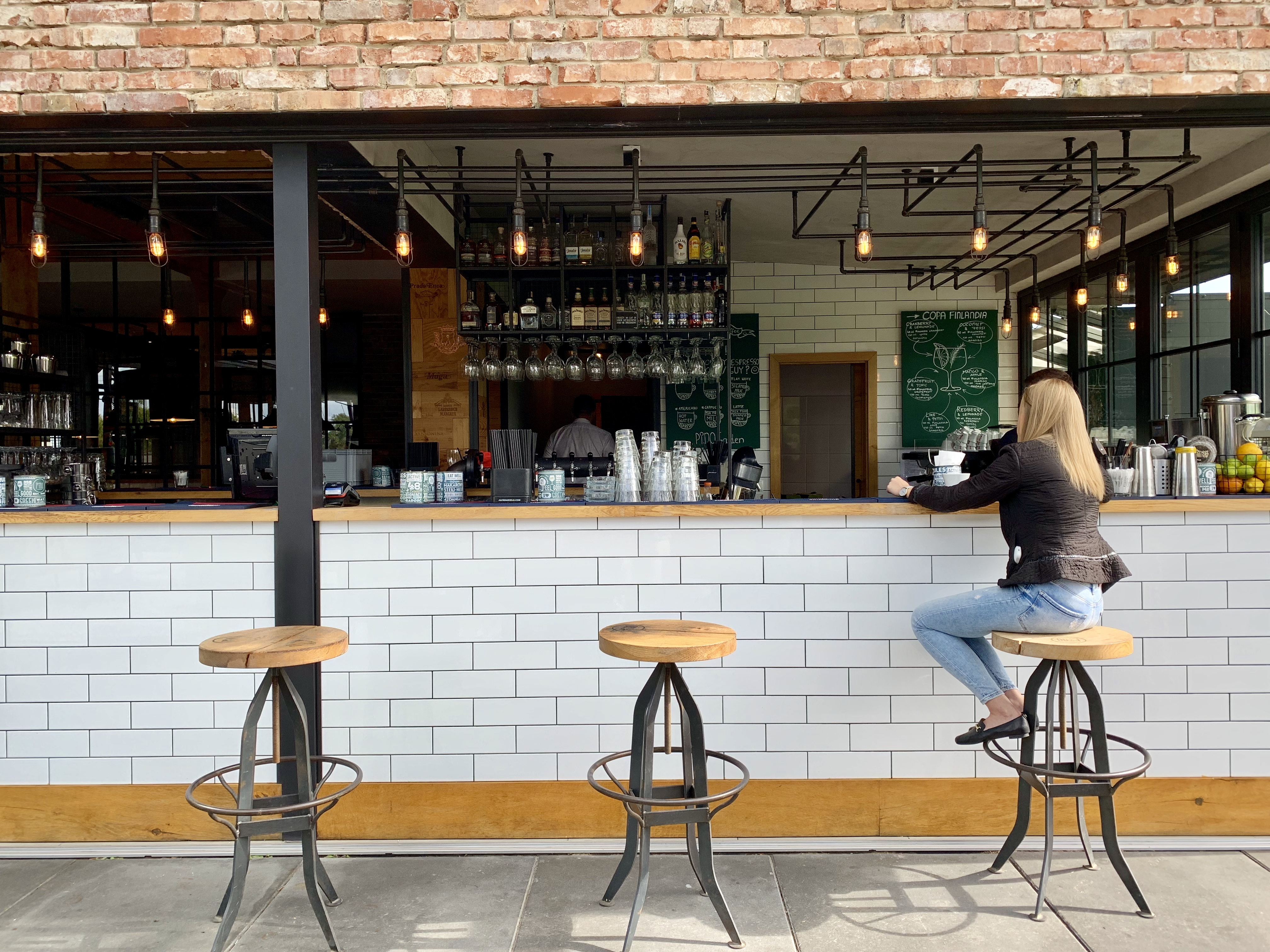
Hokery przy barze w Krakowie

Hoker – rodzaj wysokiego stołka stosowanego w barach, na którym można siedzieć przy ladzie, pijąc lub jedząc.
Hokery mają zwykle od 74 do 81 cm wysokości, choć w wersji bardzo wysokiej mogą mieć nawet do 91 cm. Często nie mają oparcia pod plecy, lecz z powodu swojej wysokości mogą mieć podnóżek. Czasem są montowane do podłogi.
Tego typu stołki zaczęły być popularne w barach prawdopodobnie w pierwszej połowie XX wieku. 